# Gallitzin
Gallitzin  è un borough degli Stati Uniti d'America, situato nella contea di Cambria dello Stato della Pennsylvania.

## Società

### Evoluzione demografica
Al censimento del 2000 la popolazione era di 1 756 abitanti, passati a 1 668 nel 2010.